# Bathyraja smirnovi
Bathyraja smirnovi és una espècie de peix de la família dels raids i de l'ordre dels raïformes.

## Reproducció
És ovípar i les femelles ponen càpsules d'ous, les quals presenten com unes banyes a la closca.

## Hàbitat
És un peix marí, de clima temperat i demersal que viu entre 100-1.000 m de fondària.

## Distribució geogràfica
Es troba des de les mars d'Okhotsk i de Bering fins al nord del Japó.

## Observacions
És inofensiu per als humans.